# Manfred Fiedler (Fußballspieler)
Manfred Fiedler (* 1. November 1924; † 4. Juli 2018) war Fußballspieler in der DDR-Oberliga, der höchsten Liga im DDR-Fußball. Dort spielte er von 1950 bis 1954 für die Betriebssportgemeinschaft (BSG) Motor Zwickau.

## Sportliche Laufbahn
Am 8. Spieltag der Oberligasaison 1950/51 meinte Trainer Hans Ulbricht vom aktuellen DDR-Meister Motor Zwickau gegen den Tabellenletzten VfB Pankow Fortschritt Meerane auf seinen etatmäßigen Stürmer Heinz Satrapa verzichten zu können und ersetzte ihn neben weiteren Umstellungen in der Mannschaft durch den bisher nicht aufgebotenen 25-jährigen Manfred Fiedler als Mittelstürmer. Dieses Experiment blieb erfolglos, denn am Ende blieb für den Meister nur ein unbefriedigendes 0:0-Unentschieden. Manfred Fiedler kam daraufhin bis zum Saisonende nicht mehr in der Oberligamannschaft zum Einsatz. 
In den Spielzeiten 1951/52 und 1952/53 fehlte Fiedler im Oberligakader der BSG Motor. Als Heinz Satrapa nach der Saison 1952/53 ausschied, holte Trainer Erich Dietel Fiedler in das Oberligakollektiv zurück. Vom 2. Spieltag an wurde Fiedler regelmäßig als Mittelstürmer in 21 der 28 Oberligaspiele eingesetzt. Sein erstes Oberligator erzielte er bereits beim ersten Einsatz, als er beim Auswärtsspiel bei Chemie Halle den 2:1-Siegtreffer für Zwickau erzielte. Bis zum Saisonende ließ er noch drei weitere Punktspieltreffer folgen. 
Anschließend tauchte Manfred Fiedler endgültig nicht mehr im Zwickauer Kader und auch nicht mehr in den höherklassigen Fußball-Ligen auf.